# Jaroslava Bukvajová
Jaroslava Bukvajová (ur. 17 listopada 1975 w Bańskiej Bystrzycy) – słowacka biegaczka narciarska, trzykrotna uczestniczka igrzysk olimpijskich, dwukrotna medalistka zimowej uniwersjady.
W Pucharze Świata zadebiutowała 11 grudnia 1993 roku w Santa Caterina, zajmując 61. miejsce w biegu na 5 km techniką klasyczną. Pierwsze punkty do klasyfikacji generalnej zdobyła 14 stycznia 1995 roku w biegu na 15 km techniką klasyczną, którego miejscem zmagań było Nové Město na Moravě. W swojej karierze wielokrotnie plasowała się w czołowej trzydziestce zawodów, w tym dwukrotnie w pierwszej dziesiątce – 8 i 9 stycznia 1998 roku w Ramsau była dziewiąta w biegach na 10 i 5 km stylem klasycznym.
W styczniu 1999 roku wystąpiła na zimowej uniwersjadzie w Popradzie. W rozegranym w Szczyrbskim Jeziorze biegu na dystansie 10 km techniką dowolną zdobyła brązowy medal, w biegu na 5 km stylem klasycznym medal srebrny, a na 15 km stylem dowolnym zajęła czwarte miejsce z ponadpółminutową stratą do podium.
Trzykrotnie uczestniczyła w zimowych igrzyskach olimpijskich. Jej debiut olimpijski nastąpił podczas igrzysk w Lillehammer w 1994 roku. Zajęła wówczas 40. miejsce w biegu pościgowym, 46. w biegu na 5 km oraz 7. w sztafecie. Na igrzyskach w Nagano cztery lata później była 10. na dystansie 15 km, 15. na 30 km, 16. na 5 km i 18. w biegu pościgowym. Z kolei w Salt Lake City w 2002 roku uplasowała się na 46. miejscu na dystansie 10 km oraz na 58. pozycji w biegu łączonym po pierwszej części rywalizacji.
W latach 1995–2001 czterokrotnie wzięła udział w mistrzostwach świata w narciarstwie klasycznym. W 1995 roku w zawodach tej rangi w Thunder Bay była 17. w biegu na 5 km, 26. na 15 km i 33. w biegu pościgowym na 15 km. W 1997 roku w Trondheim zajęła 31. miejsce na 5 km, 34. na 30 km i 40. w biegu pościgowym na 15 km. W 1999 roku w Ramsau dwukrotnie była 17. w biegu na 30 km i biegu pościgowym, a także 20. na dystansie 15 km i 31. na 5 km. W 2001 roku w Lahti uplasowała się na 39. miejscu w biegu na 10 km, na 45. miejscu w biegu łączonym i 46. w biegu na 15 km.
W 1994 i 1995 roku wzięła udział również w mistrzostwach świata juniorów. W 1994 roku w Breitenwangu była 6. na dystansie 5 km i 18. na 15 km. Rok później w Gällivare zajęła 15. miejsce na 15 km i 22. na 5 km.